# Hibiscus ponticus
Hibiscus ponticus är en malvaväxtart som beskrevs av Franz Josef Ivanovich Ruprecht. Hibiscus ponticus ingår i Hibiskussläktet som ingår i familjen malvaväxter. Inga underarter finns listade i Catalogue of Life.